# ترونکیرشن
ترونکیرشن (به آلمانی: Traunkirchen) یک منطقهٔ مسکونی در اتریش است که در ناحیه گموندن واقع شده‌است. ترونکیرشن ۱٬۶۴۳ نفر جمعیت دارد.